# Casa Köpeczi-Teleki din Târgu Mureș
Casa Köpeczi - Teleki (în maghiară Köpeczi-Teleki-ház) este un vechi palat din orașul Târgu Mureș. Figurează pe lista monumentelor istorice sub codul LMI:  MS-II-m-A-15532.

## Istoric și trăsături
A fost ridicat în anul 1554, din inițiativa lui Tamás Köpeczi Nagy, înalt demnitar în vremea reginei Isabella (perceptorul veniturilor regale din Transilvania). În anul 1808 edificul a trecut în proprietatea grofului Iosif Teleki, mare bibliofil, colecționar de minerale și animale împăiate. Mai târziu, colecțiile au fost cedate școlii reformate.
După anul 1845 în clădire a funcționat Cazinoul, unde erau organizate carnavaluri și baluri pentru protipendada vremii. În prezent, la parterul clădirii sunt amenajate spații comerciale.

## Imagini

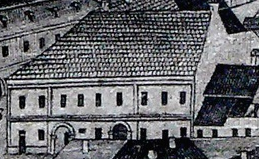
Clădirea pe gravura lui István Mikolai Tóth (1822)
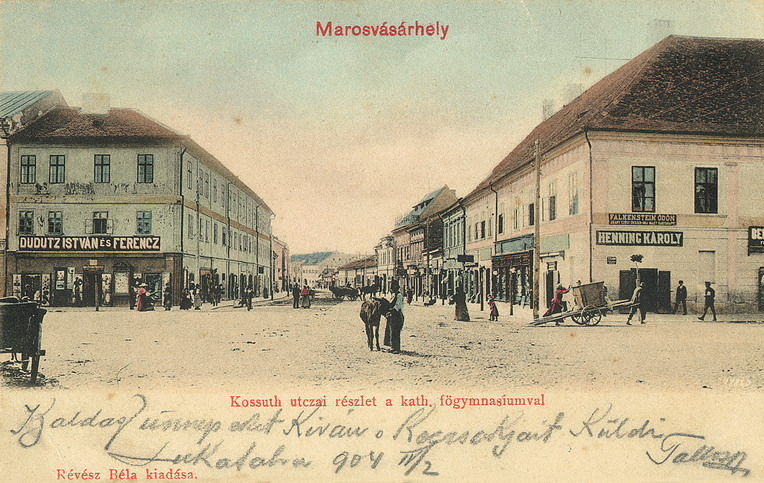
Clădirea pe o carte poștală din 1904 (dreapta)
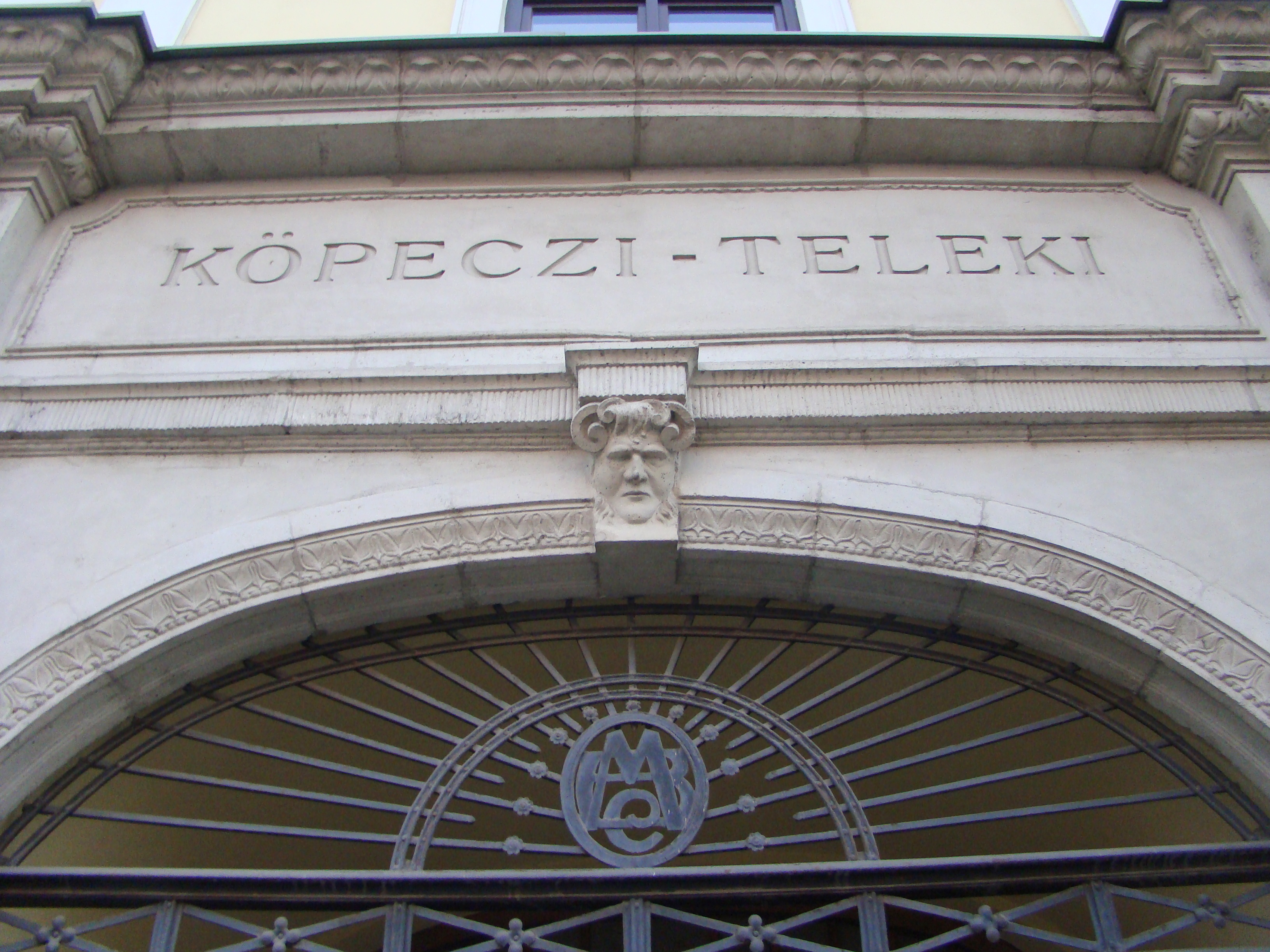
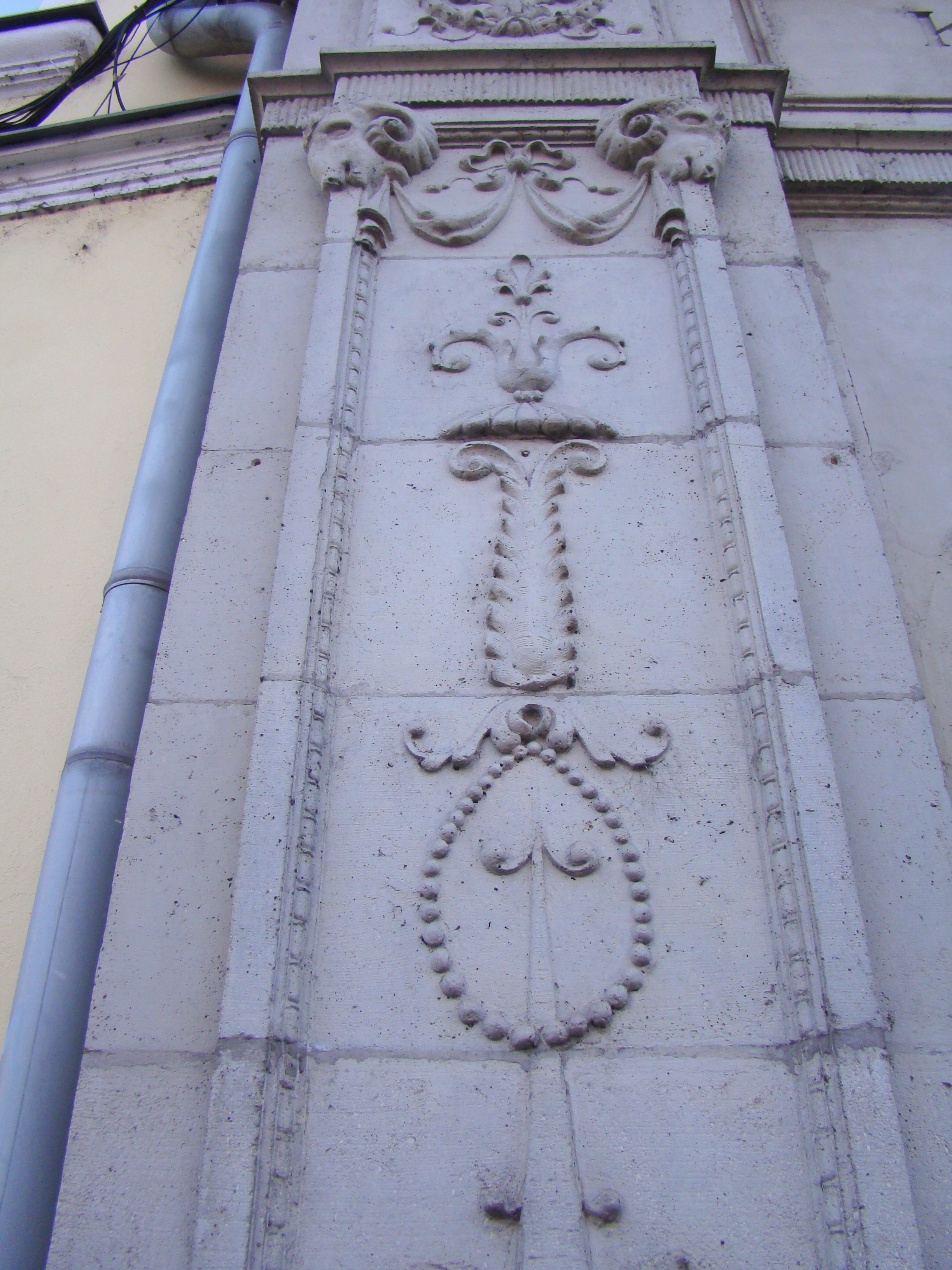
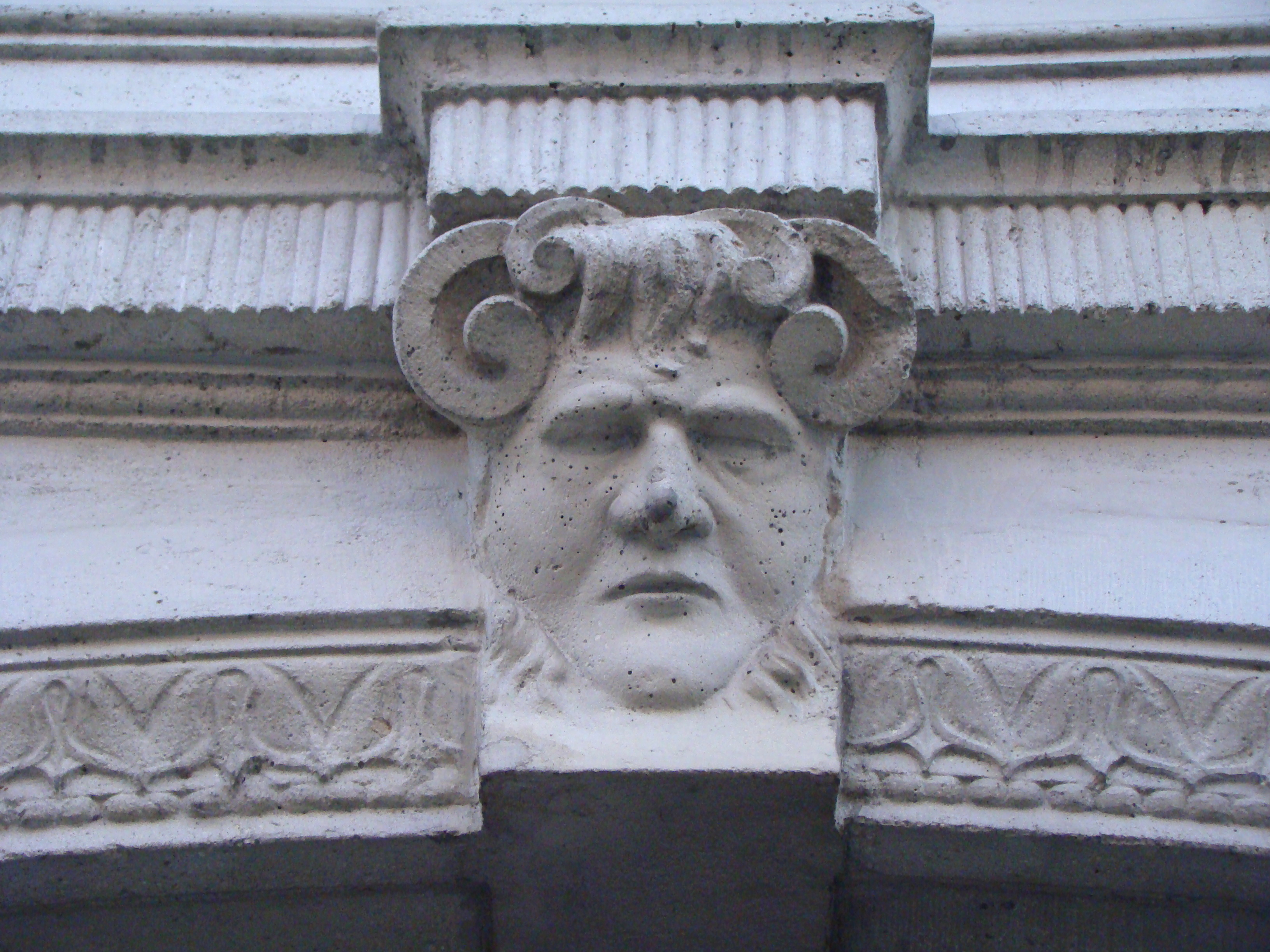
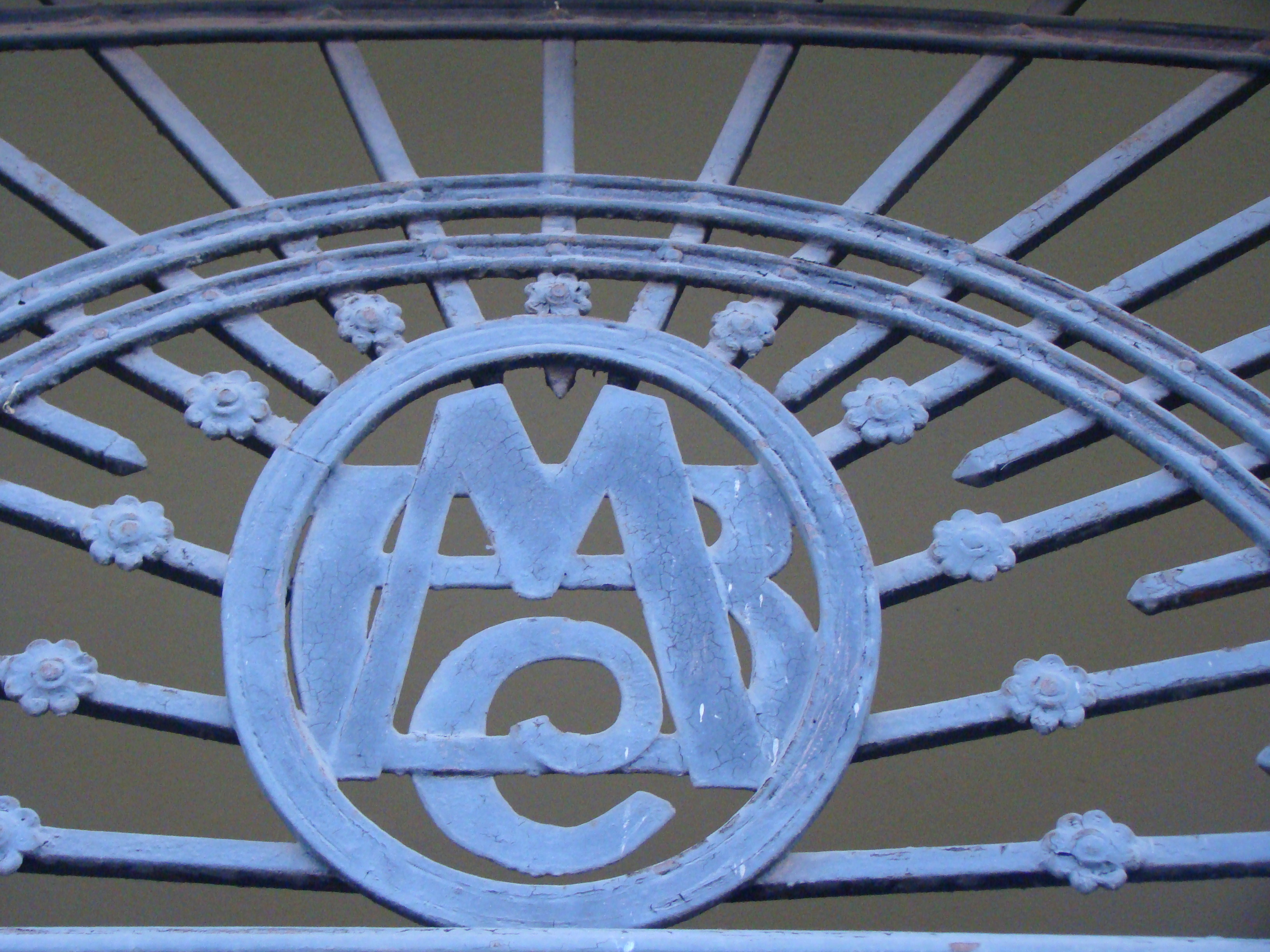
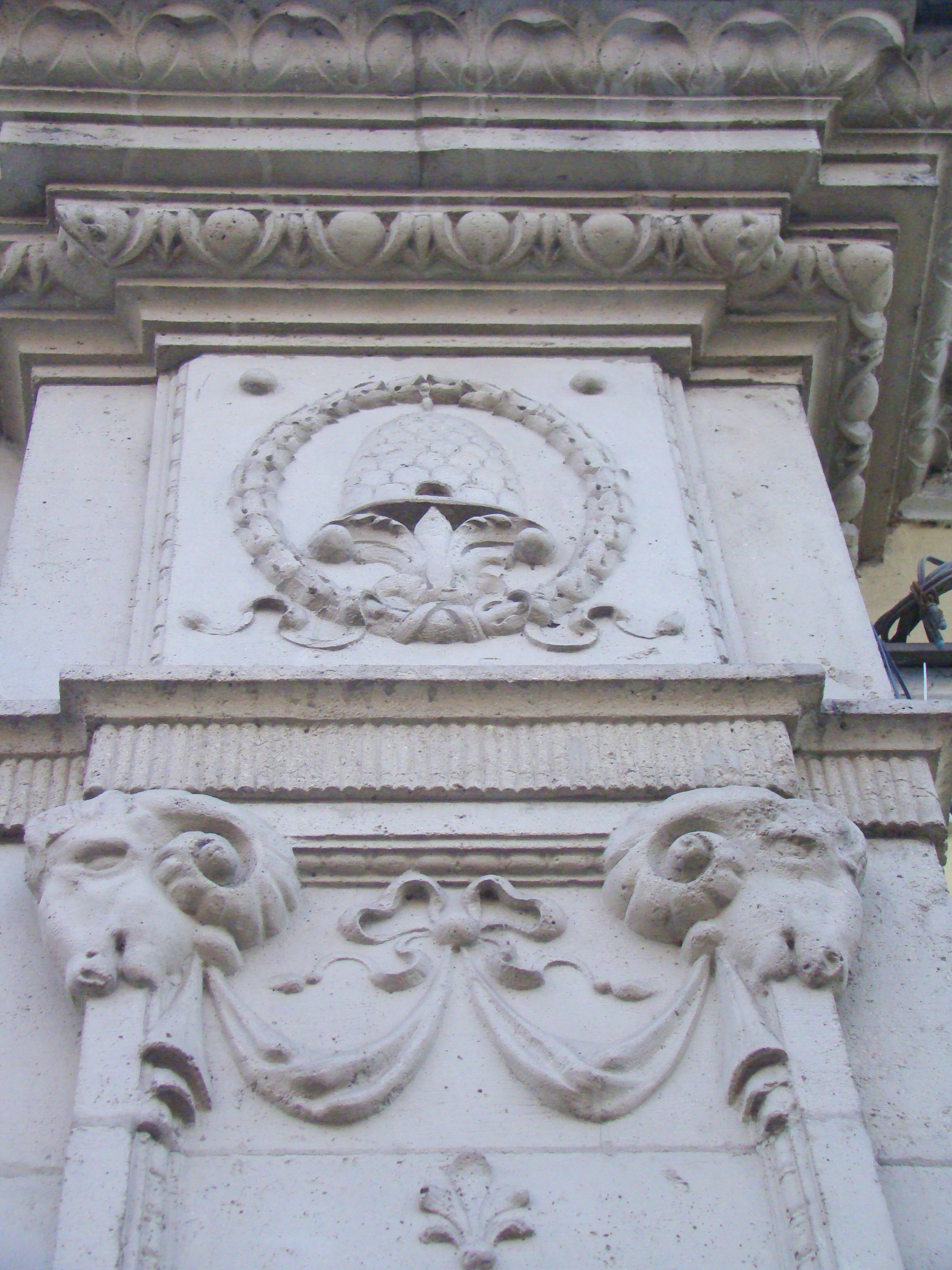